# Wishful Thinking (album d'Edo G)
Pour les articles homonymes, voir Wishful Thinking.
Albums de Edo. G
The Truth Hurts
(2000) My Own Worst Enemy
(2004)
Wishful Thinking est le deuxième album studio d'Edo. G, sorti en 2002.

## Liste des titres
Tous les titres sont produits par DJ Supreme One, à l'exception de Rise & Shine, produit par DJ Revolution.
| No  | Titre                                              | Contient un (des) sample(s) de                                                              | Durée |
| --- | -------------------------------------------------- | ------------------------------------------------------------------------------------------- | ----- |
| 1.  | Intro                                              | Bargain with the Devil de Franco Micalizzi                                                  | 0:31  |
| 2.  | On Fire                                            | Put Out My Fire de Lamont Dozier                                                            | 3:45  |
| 3.  | Interlude                                          |                                                                                             | 0:35  |
| 4.  | Rock the Beat (featuring Jaysaun et Krumb Snatcha) | Can't Make It Without You de Shawne Jackson Nuthin' de Doug E. Fresh and The Get Fresh Crew | 3:50  |
| 5.  | Day to Day                                         | Brighter Tomorrow de Tom Browne                                                             | 2:56  |
| 6.  | Interlude                                          |                                                                                             | 0:21  |
| 7.  | Be Thankful (featuring Mont Jones)                 | Where Do I Go From Here (Sonny Carson's Theme) de Coleridge-Taylor Perkinson                | 4:25  |
| 8.  | Bitch Up Off Me (Remix)                            |                                                                                             | 4:10  |
| 9.  | Questions                                          |                                                                                             | 3:23  |
| 10. | Rise & Shine                                       | Erotico d'Ennio Morricone                                                                   | 3:13  |
| 11. | Interlude                                          |                                                                                             | 0:26  |
| 12. | Rock the Beat (Remix)                              |                                                                                             | 3:51  |
| 13. | Outro                                              |                                                                                             | 0:45  |